# George Fisher (Politiker)
George Fisher (* 17. März 1788 in Franklin, Massachusetts; † 26. März 1861 in New York City) war ein US-amerikanischer Jurist und Politiker. In den Jahren 1829 und 1830 vertrat er den Bundesstaat New York im US-Repräsentantenhaus.

## Werdegang
George Fisher wurde ungefähr fünf Jahre nach dem Ende des Amerikanischen Unabhängigkeitskrieges im Norfolk County geboren. Er besuchte Gemeinschaftsschulen und die Brown University in Providence (Rhode Island). Fisher studierte Jura. Nach dem Erhalt seiner Zulassung als Anwalt im Oswego County 1816, begann er in Oswego zu praktizieren. 1818 wurde er zum Schulinspektor ernannt. Er war in den Jahren 1828 und 1833 Trustee der Village von Oswego.
Als Folge einer Zersplitterung der Demokratisch-Republikanischen Partei vor und während der Präsidentschaft von John Quincy Adams (1825–1829) schloss er sich der Anti-Jacksonian-Fraktion an. Bei den Kongresswahlen des Jahres 1828 wurde Fisher im 20. Wahlbezirk von New York in das US-Repräsentantenhaus in Washington, D.C. gewählt, wo er am 4. März 1829 die Nachfolge von Silas Wright und Rudolph Bunner antrat. Seine Wahl wurde von Silas Wright erfolgreich angefochten, welcher allerdings dann auf den Sitz verzichtete. Fisher schied nach dem 5. Februar 1830 aus dem Kongress aus.
Als Trustee war er 1830 an Schulen tätig. Daneben setzte er bis 1833 in Oswego seine Tätigkeit als Anwalt fort. Dann ging er mit seiner Familie nach Frankreich, wo er fünf Jahre für die Erziehung seiner Kinder verbrachte. Im Anschluss kehrte die Familie nach Oswego zurück, wo er Immobiliengeschäften nachging. Er war mehrere Jahre lang Präsident der Northwestern Insurance Co. Um 1856 zog er nach New York City, wo er ungefähr zwei Wochen vor dem Ausbruch des Bürgerkrieges verstarb.